# قاي بنسون
قاي بنسون (بالإنجليزية: Guy Benson)‏ هو سياسي أمريكي، ولد في 18 أبريل 1876، وتوفي في 3 مايو 1958. حزبياً، نشط في الحزب الجمهوري. وقد انتخب عضو جمعية ولاية ويسكونسن.